# Artedia
- Commons
- Wikispecies

Artedia L. é um género botânico pertencente à família Apiaceae.

## Espécies
Apresenta 2 espécies:
- Artedia muricata = Daucus muricatus
- Artedia squamata
- «Lista das espécies»

## Classificação do gênero
| Sistema | Classificação                    | Referência               |
| ------- | -------------------------------- | ------------------------ |
| Linné   | Classe Pentandria, ordem Digynia | Species plantarum (1753) |